# Josef Fuhrmann
Josef Fuhrmann, noto negli Stati Uniti d'America come Joe (Colonia, 10 ottobre 1940), è un ex calciatore tedesco, di ruolo difensore.

## Carriera
Fuhrmann giocò in patria nelle divisioni inferiori tedesche prima di venire ingaggiato nell'estate 1967 dagli statunitensi del St. Louis Stars. Con gli Stars ottenne il secondo posto della Western Division della NPSL, non qualificandosi per la finale della competizione. Nel 1968 partecipa, sempre nelle file degli Stars, alla prima edizione della NASL, ottenendo il terzo posto della Gulf Division. 